# Операција Ступчаница ’95
Операција Ступчаница или Операција Ступчаница 95 је шифровани назив војне операције коју је Војска Републике Српске реализовала током рата у Босни и Херцеговини, у периоду од 13. до 26. јула 1995. године.

## Позадина
Када је Војска Републике Српске заузела Сребреницу, Ратко Младић и Радислав Крстић су окупили команданте неколико бригада присутних у региону Сребренице у циљу одабира јединица за учешће у нападу на Жепу (шифровани назив Ступчаница 95). Одабрали су 1. Зворничку пешадијску бригаду, Братуначку лаку пешадијску бригаду, Бирачку пешадијску бригаду, 2. Романијску моторизовану бригаду, 1. Подрињску лаку пешадијску бригаду, 5. Подрињску лаку пешадијску бригаду, 1. Милићку бригаду и Скелански независни батаљон. Ове јединице Војске Републике Српске су затим размештене у подручју Подравање, Рупово брдо и Брацан. Планирано је да изврше напад на линији Подравање — Орлов камен, Зловрх и на Жепу.
Дана 13. јула, Дрински корпус је издао оперативно наређење за напад, а генерал Крстић је те вечери успоставио свој истурени командни положај у селу Криваче, северозападно од Жепе, у подножју бункера команде Главног штаба на планини Жеп. Срби су следећег дана поставили ултиматум енклави Жепа. Команданти ВРС наредили су браниоцима града (АРБиХ) да положе оружје до 14:00 часова или ће бити нападнути. Истовремено, Срби су упозорили украјинске мировне снаге у Жепи, инсистирајући да се склоне са пута током предстојеће офанзиве или ће сносити последице. Мештани Жепе су одлучили да организују најбољу могућу одбрану колико год је то могуће.

## Ток операције
Дрински корпус није имао проблема да се придржава доследних услова свог ултиматума и одмах је започео напад у 14:00 часова артиљеријским и оклопним нападом са југа енклаве. Готово одмах, портпароли УН су известили да су два од девет украјинских осматрачница директно циљана великим топовима ВРС. Изузетно немоћно „ваздушно присуство НАТО-а“ надлетело је то подручје током напада ВРС, али њихова демонстрација силе није имала приметног утицаја на догађаје на терену. Не само да су ограничења ваздушне моћи НАТО-а показана у Сребреници три дана раније, већ Жепа није имала ни обучене предње контролоре лета који би могли прецизно да усмере пилоте ка српским копненим циљевима. Напад ВРС је успорен на неко време у раним вечерњим сатима, али су гранатирање и борбе настављене након паузе од неколико сати.
Иако су српски напади на положаје АРБиХ 15. јука били обуздани, сукоби између АРБиХ и УН нису били. Око 150 војника АРБиХ опколило је једну украјински осматрачница, захтевајући оружје, док је друга група од око 70 цивила опколила украјински контролни пункт. Упозоравајући хици мировних снага растерали су обе групе, али је могућност УН да организују патроле возилима била ефикасно поништена, а Украјинци су од тада били ограничени на своје положаје.
Српски напад је поново почео у раним јутарњим сатима 16. јула када је значајан контингент трупа ВРС прешао реку Ријеку западно од Жепе и извршио пешадијски напад уз подршку артиљеријске и минобацачке ватре. Украјински посматрачки положај број 3 у југозападном делу енклаве такође је био под ватром тог јутра. У међувремену, АРБиХ је напала и окупирала још три украјинска посматрачка положаја, привремено задржала њихове посаде и запленила њихово оружје и муницију. Команда АРБиХ у Жепи такође је објавила „општу мобилизацију“ свих способних грађана у енклави, иако није било јасно какав ће практични ефекат то вероватно имати, јер је било премало оружја за већ мобилисане људе. Током дана, Срби су наставили са пешадијским испитивањима дуж северне линије сукоба, али су извели главни напад са запада. Не узимајући у обзир присуство ваздушних снага НАТО-а и отпор АРБиХ, колона пешадије ВРС, уз подршку пратећих тенкова, напредовала је око пола километра да би се зауставила око 1,5 километара изван Жепе.
Срби поново обуставили напад 17. јула. УН су у суштини напустиле терен тог јутра, напустивши шест од девет осматрачница и повукавши се у главну базу северно од Жепе. Једна од осталих осматрачница (ОП број 2) је, међутим, била блокирана од стране ВРС и постала је талац, а Срби су претили да ће пуцати на њу ако се НАТО авиони поново појаве изнад енклаве. У међувремену, украјинска влада је објавила да разрађује план за евакуацију својих мировних снага из Жепе ако буде потребно, али без наговештавања како.
Украјински контингент у Жепи је 18. јула објавио да онеспособљава сво преостало оружје и опрему како би спречио његово запленивање од стране снага босанске владе у енклави. Ова објава уследила је након што је АРБиХ претходне ноћи присилно конфисковала возила, оружја, муницију и опрему украјинске компаније у Горажду. Иако је ова одлука (иако очигледно никада није у потпуности спроведена) обесхрабрила даље узнемиравање контингента УН од стране бранилаца Жепе, она је такође учинила снаге УНПРОФОР-а у енклави готово потпуно ирелевантним, јер је поткопала чак и симболичну способност одупирања даљим нападима.
Одбрана коју су изградили упорни босански браниоци против онога што је изгледало као летаргична или плашљива српска офанзива није била без цене. УН су 23. јула известиле о континуираном српском гранатирању и повећању ватре из тенкова, митраљеза и снајпера. Портпарол УН је рекао да је и полиција у Жепи била јако ангажована и да су жртве међу браниоцима биле велике. Херојска одбрана АРБиХ почела је да попушта 24. јула. Српске снаге које су гранатирале са Брезове Раван, једва километар западно од Жепе, сејале су разарање готово по вољи, док су села Рибјоц и Вратар југоисточно од Жепе заузета и запаљена. Српски продор јужне одбрамбене линије, очигледно предвођен отприлике једном четом оклопних јединица, што је АРБиХ било готово немогуће да парира, окончао је сваку наду за одбрану енклаве.
Следећег јутра уследио је још један низ опречних изјава о предаји енклаве. Прво, портпарол УН је објавио да је коначно постигнут споразум о евакуацији цивила из Жепе. Након тога су уследиле изјаве да је Жепинска бригада пристала да преда своје оружје у замену за безбедну евакуацију цивила из града. Босанска влада је одбацила ову тврдњу, наводећи да су то једноставно услови српског ултиматума који руководство Жепе заправо није прихватило. На крају дана, чинило се да нико, ни УН, ни босанска влада, ни Срби, није био јасан шта се дешава или шта је договорено. Око поднева било је збуњујућих изјава да је Жепа можда напуштена и да су је можда окупирале трупе ВРС. Након извесног одлагања, ове изјаве су добиле на кредибилитету јер су и УН и АРБиХ потврдиле да је ВРС заиста окупирала напуштено село. Званично саопштење АРБиХ признало је губитак саме Жепе, али је даље наведено да се браниоци још нису предали и да ће наставити да пружају отпор са околних брда. Касније тог дана, конвоју са 150 рањених муслимана дозвољено је да крене за Сарајево, а савет безбедности је одобрио употребу трупа УН ради помоћи у евакуацији цивила из енклаве. Али 26. јула пала је цјела енклава под контролу ВРС.

## Последице
Након пада Жепе, из ње је евакуисано преко 10,000 становника. Сви остали команданти АРБиХ из Жепе, Авдо Палић, Мехмед Хајрић и Амир Имамовић су сви брутално убијени након евакуације становништва.